# Euro health consumer index
Euro Health Consumer Index (EHCI) è un indice che rappresenta il livello di qualità della Sanità in Europa, basato sui tempi di attesa, risultati, e affidabilità. EHCI fu introdotto nel 2005-2009 e 2012-2015 dal Health Consumer Powerhouse. Nel 2014 la classifica includeva 37 paesi con 48 indicatori. L'indice non misura la qualità in assoluto del sistema sanitario nazionale di un paese, ma la "familiarità" di esso con gli assistiti, con indici specifici su diabete, cardiologia, HIV, mal di testa e epatiti.
Nel 2006 la Francia fu in cima alla classifica con 768 punti su 1000. Nel 2015 lo stesso punteggio fu raggiunto dalla nazione al 13º posto su 35 paesi.
L'indice è criticato dal British Medical Journal da Martin McKee e altri membri dell'Osservatorio europeo delle politiche e dei sistemi sanitari nel febbraio 2016:
| Nazione              | Posizione | Diritti dei pazienti e informazioni sulla posizione | Accessibilità (tempi di attesa) | Outcomes | Servizi offerti | Prevenzione | Farmaci |
| -------------------- | --------- | --------------------------------------------------- | ------------------------------- | -------- | --------------- | ----------- | ------- |
| Paesi Bassi          | 1         | 1                                                   | 7                               | 1        | 1               | 13          | 1       |
| Svizzera             | 2         | 12                                                  | 1                               | 3        | 14              | 6           | 9       |
| Norvegia             | 3         | 22                                                  | 22                              | 1        | 3               | 1           | 7       |
| Finlandia            | 4         | 6                                                   | 10                              | 6        | 4               | 6           | 1       |
| Danimarca            | 5         | 2                                                   | 4                               | 9        | 6               | 13          | 9       |
| Belgio               | 6         | 22                                                  | 1                               | 9        | 4               | 19          | 9       |
| Islanda              | 7         | 4                                                   | 14                              | 3        | 9               | 1           | 21      |
| Lussemburgo          | 8         | 17                                                  | 7                               | 6        | 6               | 5           | 16      |
| Germania             | 9         | 10                                                  | 7                               | 3        | 21              | 6           | 1       |
| Austria              | 10        | 9                                                   | 4                               | 16       | 11              | 19          | 9       |
| Francia              | 11        | 12                                                  | 10                              | 9        | 14              | 13          | 13      |
| Svezia               | 12        | 12                                                  | 35                              | 6        | 1               | 1           | 7       |
| Portogallo           | 13        | 6                                                   | 14                              | 14       | 21              | 19          | 19      |
| Inghilterra          | 14        | 8                                                   | 30                              | 16       | 6               | 6           | 1       |
| Rep. Ceca            | 15        | 22                                                  | 10                              | 16       | 11              | 26          | 13      |
| Scozia               | 16        | 17                                                  | 25                              | 16       | 9               | 13          | 1       |
| Macedonia del Nord   | 17        | 4                                                   | 3                               | 33       | 21              | 6           | 21      |
| Estonia              | 18        | 10                                                  | 19                              | 16       | 11              | 36          | 21      |
| Spagna               | 19        | 24                                                  | 30                              | 14       | 14              | 1           | 16      |
| Slovenia             | 20        | 24                                                  | 27                              | 9        | 18              | 13          | 16      |
| Slovacchia           | 21        | 15                                                  | 10                              | 25       | 24              | 19          | 13      |
| Italia               | 22        | 19                                                  | 22                              | 22       | 24              | 6           | 21      |
| Irlanda              | 23        | 30                                                  | 35                              | 9        | 19              | 13          | 1       |
| Croazia              | 24        | 19                                                  | 14                              | 23       | 19              | 34          | 21      |
| Cipro                | 25        | 30                                                  | 19                              | 16       | 30              | 26          | 19      |
| Ungheria             | 26        | 24                                                  | 14                              | 30       | 24              | 19          | 21      |
| Lettonia             | 27        | 15                                                  | 19                              | 26       | 28              | 26          | 28      |
| Malta                | 28        | 29                                                  | 25                              | 30       | 14              | 6           | 33      |
| Grecia               | 29        | 36                                                  | 22                              | 23       | 31              | 19          | 21      |
| Bulgaria             | 30        | 34                                                  | 14                              | 26       | 35              | 26          | 28      |
| Albania              | 31        | 28                                                  | 4                               | 33       | 37              | 32          | 36      |
| Polonia              | 32        | 24                                                  | 30                              | 33       | 24              | 26          | 28      |
| Lituania             | 33        | 19                                                  | 30                              | 26       | 28              | 37          | 28      |
| Serbia               | 34        | 30                                                  | 27                              | 36       | 31              | 25          | 33      |
| Montenegro           | 35        | 35                                                  | 27                              | 26       | 35              | 32          | 36      |
| Romania              | 36        | 30                                                  | 30                              | 36       | 34              | 26          | 28      |
| Bosnia ed Erzegovina | 37        | 37                                                  | 37                              | 30       | 31              | 34          | 33      |